# Malattia multifattoriale
Una malattia multifattoriale è una malattia che dipende da fattori ambientali e fattori genetici. Dunque geni con effetto dannoso verranno ereditati  ed esprimeranno una grave espressione della malattia.
Essa è definita anche malattia complessa data la eziopatogenesi multipla, ovvero, la varietà di manifestazioni in individui diversi, e la difficoltà della analisi delle cause genetiche ed ambientali. Le malattie multifattoriali includono tutte le principali malattie comuni dei paesi economicamente più sviluppati, come le malattie cardiovascolari e cerebrovascolari, i tumori, le malattie broncopolmonari, l’osteoporosi, il diabete, l’Alzheimer, l’obesità, ed altre ancora. Si tende ormai a pensare che tutte le malattie possano comprendere una componente genetica che rende gli individui più o meno predisposti alla insorgenza o allo sviluppo della patologia.
Questi caratteri multifattoriali hanno un'espressione di cui il risultato è dell'intervento di più geni e di fattori ambientali.
Il carattere multifattoriale può essere:
- continuo: cioè fenotipi diversi dello stesso carattere non si distinguono perfettamente e devono essere misurati. Sono più simili tra consanguinei perché hanno avuto influenze ambientali simili e hanno parte del genotipo uguale.
- discontinui: cioè fenotipi chiaramente distinguibili l'uno dall'altro senza trasmissione secondo le leggi di Mendel (diabete mellito). Sono detti anche caratteri con soglia, infatti il fenotipo si manifesta quando fattori genetici e ambientali superano una soglia.